# Jaderná elektrárna Almaraz
Jaderná elektrárna Almaraz (španělsky Central nuclear de Almaraz) je jaderná elektrárna, která se nachází ve Španělsku, v provincii Cáceres v autonomním společenství Extramadura.

## Historie a technické informace
Výstavba závodu započala v roce 1973 a byl dokončen v roce 1983. Disponuje dvěma tlakovodními reaktory, jeden o výkonu 1011 MW a druhý o výkonu 1006 MW. . K chlazení byla vybudována vodní nádrž Arrocampo na řece Tajo. 
Areál zaujímá plochu 1683 hektarů.

## Majitelé
Na elektrárně má podíl více majitelů, konkrétně tito (v závorkách je uveden jejich podíl):
- Iberdrola (53%) (Nadnárodní energetická společnost se sídlem v Bilbau ve Španělsku. Má také podíl v elektrárnách například v USA, Brazílii nebo Velké Británii. Ve Španělsku má podíl ještě ve čtyřech dalších jaderných elektrárnách).[2]
- Endesa (36%) (španělská energetická firma, se sídlem v Madridu)
- Unión Fenosa (11%) (španělská energetická firma, se sídlem v Madridu)

## Informace o reaktorech
| Reaktor   | Typ reaktoru  | Výkon   | Výkon   | Zahájení výstavby | Připojení k síti | Uvedení do provozu | Uzavření |
| Reaktor   | Typ reaktoru  | Čistý   | Hrubý   | Zahájení výstavby | Připojení k síti | Uvedení do provozu | Uzavření |
| --------- | ------------- | ------- | ------- | ----------------- | ---------------- | ------------------ | -------- |
| Almaraz-1 | PWR, 3 smyčky | 1011 МW | 1049 МW | 7. 3. 1973        | 5. 1. 1981       | 9. 1. 1983         |          |
| Almaraz-2 | PWR, 3 smyčky | 1006 МW | 1044 МW | 7. 3. 1973        | 8. 10. 1983      | 1. 7. 1984         |          |